# Belle qui tiens ma vie
Belle qui tiens ma vie est une pavane pour 4 voix (accompagnée d'un tambourin) composée par Thoinot Arbeau, de son vrai nom, Jean Tabourot (1520-1595), chanoine de Langres, dans son traité de danse l'Orchésographie paru en 1589. Le texte célèbre l'amour courtois[réf. nécessaire] entre un homme et sa bien-aimée. Il s'agit d'une pièce que l'on retrouve régulièrement au répertoire d'interprètes contemporains de musique ancienne.
Dans le traité de danse d'Arbeau, Belle qui tiens ma vie est donnée comme exemple de pavane, une danse de cour lente, près du sol et exécutée par des couples disposés en cortège. Toutefois contrairement à l'usage, cette pavane n'est pas suivie d'une gaillarde.

## Paroles
Les paroles qui suivent sont tirées de l'Orchésographie de Thoinot Arbeau (en français moderne. Pour la graphie originale, voir Wikisource) :

« Belle qui tiens ma vie 

Captive dans tes yeux,

Qui m'as l’âme ravie 

D'un sourire gracieux,

Viens tôt me secourir 

Ou me faudra mourir.(bis)
Pourquoi fuis-tu mignarde 

Si je suis près de toi, 

Quand tes yeux je regarde 

Je me perds dedans moi, 

Car tes perfections 

Changent mes actions.(bis)
Tes beautés et ta grâce 

Et tes divins propos 

Ont échauffé la glace 

Qui me gelait les os, 

Et ont rempli mon cœur 

D'une amoureuse ardeur.(bis)
Mon âme soulait* être 

Libre de passions, 

Mais Amour s'est fait maître 

De mes affections, 

Et a mis sous sa loi 

Et mon cœur et ma foi.(bis)
Approche donc ma belle 

Approche, toi mon bien, 

Ne me sois plus rebelle 

Puisque mon cœur est tien. 

Pour mon mal apaiser, 

Donne-moi un baiser.(bis)
Je meurs mon angelette, 

Je meurs en te baisant. 

Ta bouche tant doucette 

Va mon bien ravissant. 

À ce coup mes esprits 

Sont tous d'amour épris.(bis)
Plutôt on verra l'onde 

Contre mont reculer, 

Et plutôt l'œil du monde 

Cessera de brûler, 

Que l'amour qui m'époint 

Décroisse d'un seul point.(bis) »

* Souloir : avoir l'habitude de. Beaucoup d'adaptations modernes du texte remplacent ce verbe par "vouloir", qui se conjugue de la même manière, au prix d'une altération du sens de la phrase.

## Dans la culture et la fiction
Bien qu’anachronique (la chanson ayant été composée au XVIe siècle), Belle qui tiens ma vie est chantée dans plusieurs épisodes de la série télévisée française Kaamelott (qui narre de manière humoristique les aventures des Chevaliers de la Table ronde), par le personnage du Roi Arthur (interprété par le créateur, scénariste et réalisateur de la série, Alexandre Astier).
On peut aussi entendre une chorale chanter cette chanson dans une église bretonne, dans le téléfilm Claire Andrieux, réalisé par Olivier Jahan,  en version raccourcie pour les besoins de la scène.[réf. souhaitée]
L'air a été repris pour le chant Ô Dieu de toute grâce, dans la Liturgie chorale du peuple de Dieu des dominicains de la province de France.
Le groupe Naheulband a repris l'air pour leur chanson Le Geste Héroïque de Gurdil sur leur album À poil dans la forêt.
Dans l'épisode 42 de la série télévisée d'animation Le Petit Spirou tirée de la bande-dessinée du même nom, le personnage principal et ses amis Ponchelot et Vert' doivent apprendre la chanson et la réciter devant la classe[réf. souhaitée].